# سوجیما ۸۲۷۴
سیارک ۸۲۷۴ (به انگلیسی: 8274 Soejima، نامگذاری:1990TJ1) هشت هزار و دویست و هفتاد و چهارمین سیارک کشف شده‌است که در ۱۵ اکتبر ۱۹۹۰ کشف شد.
قدر مطلق سیارک برابر ۱۴٫۵۰ است.